# Oscar Pellicioli
Oscar Pellicioli (Verdellino, 1º luglio 1965) è un ex ciclista su strada e dirigente sportivo italiano, professionista dal 1990 al 2000 e in seguito direttore sportivo di squadre professionistiche.

## Carriera
Passato professionista nel 1990 con la Diana, si rivela ben presto un buon gregario. In carriera ottiene alcune affermazioni personali, tra cui spiccano la Coppa Agostoni nel 1994 ed il Trofeo dello Scalatore l'anno successivo; riesce comunque spesso a farsi notare per la grande combattività durante le corse.
Al termine della carriera agonistica sale sull'ammiraglia della De Nardi svolgendo il ruolo di direttore sportivo, incarico ricoperto negli anni successivi prima per la Domina Vacanze e poi per il Team Milram. Dal 2012 al 2015 è infine collaboratore di Claudio Corti presso il team Colombia.

## Palmarès
- 1993 (Gatorade, una vittoria)

13ª tappa Ruta Ciclista Mexico
- 1994 (Polti-Vaporetto, due vittorie)

Coppa Agostoni
6ª tappa Tour DuPont (Blacksburg > Blacksburg)
- 1995 (Polti-Granarolo, una vittoria)

Classifica generale Trofeo dello Scalatore

## Piazzamenti

### Grandi Giri
- Giro d'Italia

1996: 23º
1997: 39º
1999: 76º
2000: 55º
- Tour de France

1994: 15º
1995: 32º
1996: 85º
1997: 80º
1999: ritirato
- Vuelta a España

2000: 108º

### Classiche monumento
- Milano-Sanremo

1994: 60º
1996: 149º
- Liegi-Bastogne-Liegi

1995: 45º
1996: 29º
1997: 85º
1998: 47º
- Giro di Lombardia

1990: 27º
1991: 87º
1992: 63º
1993: 53º
1994: 17º
1995: 23º
1997: 24º

### Competizioni mondiali
- Campionati del mondo

Duitama 1995 - In linea Elite: 16º